# Gracia Baptista
Gracia Baptista (? - c. 1557) va ser una compositora i monja castellana que va viure a Àvila.
No es coneixen dades biogràfiques d'aquesta dona compositora, excepte que va ser monja i va residir a la ciutat castellana d'Àvila al llarg de la primera meitat del segle xvi. Aquesta informació prové de l'únic llibre que inclou una obra seva, el cant litúrgic Conditor alme siderum, una composició que va ser publicada a Alcalá de Henares l'any 1557, al Libro de cifra nueva para tecla, arpa y vihuela (llibre de xifrat nou per a tecla, arpa i viola de mà) de Luis Venegas de Henestrosa, i és l'obra per a teclat més antiga composta per una dona castellana (i, probablement, l'única publicada que es conserva anterior al segle xviii), a més de la primera composició d'una dona publicada a Europa. Es tracta d'una obra per a veu amb acompanyament d'orgue o clavicèmbal, que ha estat enregistrada en diverses ocasions.